# Girlfriend (serie de televisión)
Girlfriend (chino simplificado: 楼下女友请签收; pinyin: Lou Xia Nu You Qing Qian Shou), es una serie de televisión china transmitida del 5 de abril del 2020 hasta el 4 de mayo Del mismo año, a través de Hunan TV.

## Sinopsis
La serie sigue a Wen Xiaonuan, una joven que ha estado tratando de llegar a fin de mes, para apoyar a la Compañía de Ópera Huang Mei, por lo que recurre a pequeños papeles como actriz extra para ganar dinero. 
Cuando le ofrecen un inusual trabajo en el que debe pretender estar enamorada del apuesto pero frío CEO, Ye Feimo, Xiaonuan acepta, sin embargo, el falso romance entre ambos, pronto se vuelve real, cuando comienzan a enamorarse.

## Reparto

### Personajes principales
| Actor         | Personaje    | Número de episodios | Notas                                  |
| ------------- | ------------ | ------------------- | -------------------------------------- |
| Lawrence Wong | Ye Feimo     | 36                  | Es un famoso inversor cinematográfico. |
| Xu Hao (徐好) | Wen Xiaonuan | 36                  | Es una joven actriz.                   |

### Personajes secundarios
| Actor                   | Personaje      | Número de episodios | Notas |
| ----------------------- | -------------- | ------------------- | ----- |
| Wu Haoze (吴昊泽)       | Gu Yunzhou     | -                   |       |
| Fu Shuyang (傅姝阳)     | Jiang Ling'ren | -                   |       |
| Ni Hanjin (倪寒尽)      | Li Can         | -                   |       |
| Bai Xinyi (白昕怡)      | Wang Jiayi     | -                   |       |
| Wang Xiaocheng (王小橙) | Zhou Xiaojing  | -                   |       |
| Li Ying (李颖)          | Cheng Anya     | -                   |       |
| Luo Zheng (罗正)        | Mo Xiaobai     | -                   |       |
| Wang Zexuan (王泽轩)    | Jiang Fang     | -                   |       |
| Xu Bing (涂冰)          | Han Hui        | -                   |       |
| Zhu Yue (朱悦)          | -              | -                   |       |

## Episodios
La serie está conformada por 36 episodios, los cuales fueron emitidos todos los domingos y lunes a las 20:00 (2 episodios) y para los VIP (6 episodios).

## Música
El OST de la serie estuvo conformada por 8 canciones:
| No. | Intérprete (es)        | Canción      | Letra  | Compositor | Notas               |
| --- | ---------------------- | ------------ | ------ | ---------- | ------------------- |
| 1   | 张芸乔                 | "暖暖的天空" | 邓瑾雯 | 许传龙     | (canción del tema)  |
| 2   | Luna Yin (印子月)      | "不完美主义" | 马悦   | 马悦       | (canción de inicio) |
| 3   | 蓝心羽                 | "麦田"       | 柳肆   | 侯江浩     | (canción de cierre) |
| 4   | Kam.WIN姜凯文          | "变了模样"   | 邵翼天 | 宋辰       | (canción de cierre) |
| 5   | 宇西                   | "离开后"     | 谭末秋 | 谭末秋     |                     |
| 6   | Lawrence Wong (王冠逸) | "于是"       | 米小某 | 宋辰       |                     |
| 7   | 王瑞淇                 | "我可以"     | 邵翼天 | 邵翼天     |                     |
| 8   | BBT                    | "表白"       | 高川东 | 高川东     |                     |

## Producción
La serie fue dirigida por Ming Yan (明焱).
Las filmaciones comenzaron el 25 de julio del 2019 en Wuxi y finalizaron el 27 de septiembre del mismo año. 
Contó con el apoyo de las compañías de producción "Mango TV", "Azure Media Corporation" y "Blue Media".